# Elektroniska tjänster
Elektroniska tjänster eller E-tjänster är tjänster som produceras och konsumeras i ett elektroniskt medium. Exempel på typiska E-tjänster är Blocket, E-deklaration via SMS eller IP-telefoni via Skype.
Den allt mer spridda användningen av mobiltelefoner, handdatorer, persondatorer och Internet innebär att företeelser som till exempel beskrivs med termen E-tjänst blir allt vanligare. Med prefixet E avses att tjänsterna är elektroniska i betydelsen att de förutsätter informationsteknik (IT) som medium och utförare i samband med att de tillhandahålls. Den andra delen i termen, tjänst, avser att användningen av IT
är avsett för kunder i någon form. En E-tjänst förutsätter därmed att både kunden och tjänsteleverantören använder IT-system på ett sådant sätt att de inte behöver mötas ”ansikte-mot-ansikte” eller via telefon.